# Glashüttener Forst

Lage des gemeindefreien Gebiets Glashüttener Forst im Landkreis Bayreuth

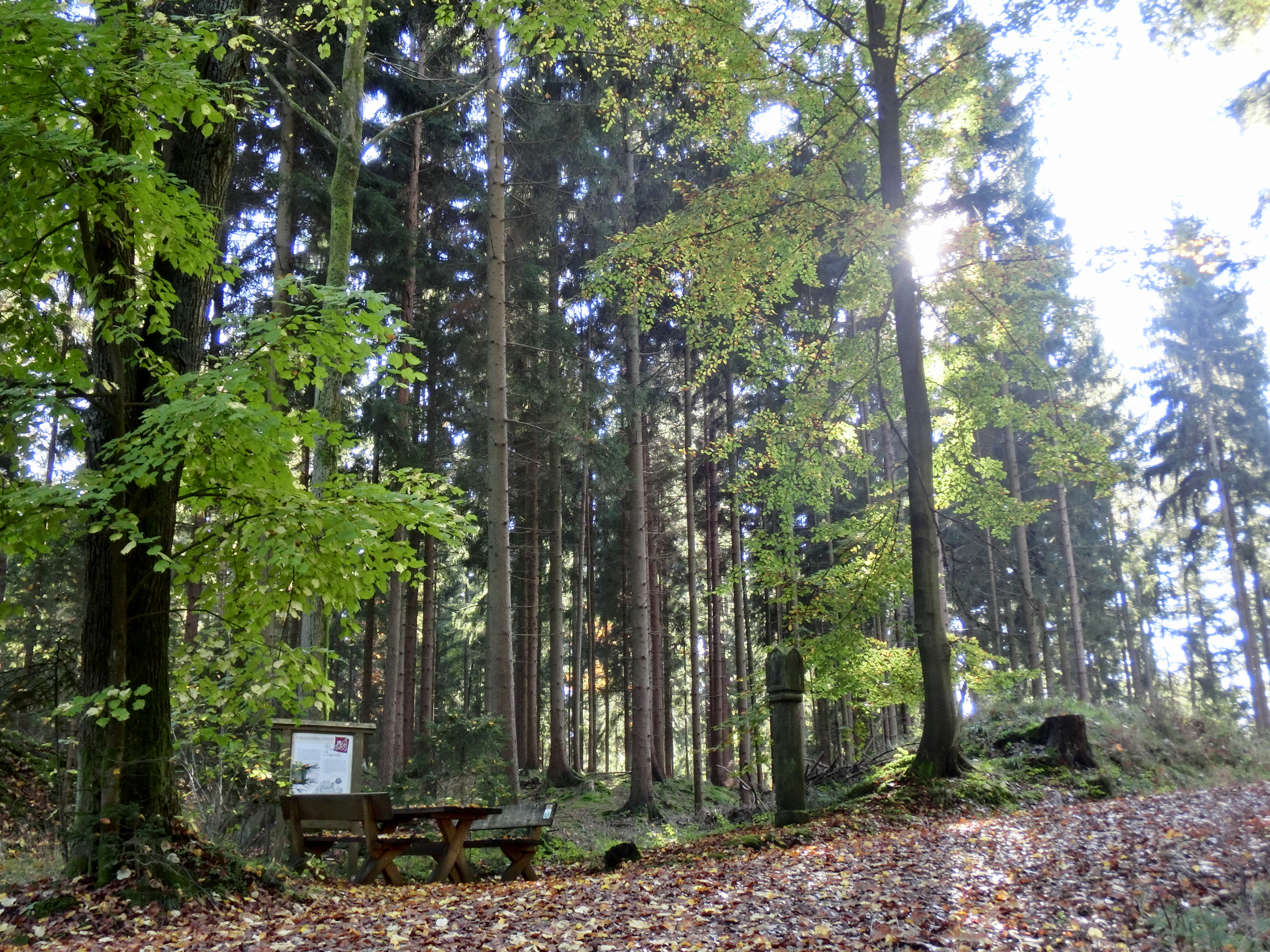
Rastplatz am Zoggenbrunnen

Glashüttener Forst ist ein gemeindefreies Gebiet und eine Gemarkung im oberfränkischen Landkreis Bayreuth. ist ein weitgehend gemeindefreies Gebiet und eine Gemarkung im oberfränkischen Landkreis Bayreuth. Die Gemarkung liegt zum Teil auch auf dem Gebiet der Gemeinde Glashütten, so deren Einöde Altenhimmel. Sie hat eine Fläche von 4,787 km² und ist in 53 Flurstücke aufgeteilt, die eine durchschnittliche Flurstücksfläche von 90319,30 m² haben.

## Geographie
Der 4,77 km² große Staatsforst liegt zwischen Glashütten, Hummeltal, Lindenhardter Forst-Nordwest, Ahorntal und Langweiler Wald. Das Gebiet ist komplett bewaldet. Die höchste Erhebung ist mit 562 m ü. NHN der Schleifberg (49° 52′ 16,1″ N, 11° 28′ 49,4″ O). Im Gebiet befindet sich die 1,35 ha große Exklave Altenhimmel.